# Geometria inwersyjna

Translacja i inwersja zbioru Mandelbrota

Geometria inwersyjna – dział geometrii badający przekształcenia płaszczyzny euklidesowej (lub ogólniej: afinicznej) nazywane inwersjami względem okręgów; w szczególności za inwersje uważa się symetrie względem prostych traktowanych w tej geometrii jako szczególny rodzaj okręgów.
Płaszczyznę afiniczną rozszerzoną o nienależący do niej punkt {\displaystyle \infty ,} tzw. punkt niewłaściwy (w nieskończoności, nieskończenie daleki, idealny), który leży na dowolnej prostej, nazywa się płaszczyzną inwersyjną lub płaszczyzną Möbiusa. Choć jest ona dzięki temu podobna do płaszczyzny rzutowej (w której do płaszczyzny afinicznej dodaje się całą prostą niewłaściwą), to jej cel jest inny – ujednolicenie sposobu traktowania prostych i okręgów na płaszczyźnie afinicznej (np. rzeczywistej lub zespolonej).

## Definicja
Płaszczyznę Möbiusa {\displaystyle M} można zdefiniować jako parę zbiorów {\displaystyle (P,C)} z relacją incydencji między nimi spełniającą cztery poniższe aksjomaty. Elementy zbiorów {\displaystyle P} i {\displaystyle C} nazywa się odpowiednio punktami oraz okręgami. Jeśli punkt {\displaystyle \mathrm {p} } i okrąg {\displaystyle c} są incydentne, to mówi się, że „{\displaystyle \mathrm {p} } leży na {\displaystyle c}” lub „{\displaystyle c} przechodzi przez {\displaystyle \mathrm {p} }”. Przecięciem dwóch okręgów nazywa się zbiór punktów leżących na obu z nich. Wspomniane aksjomaty to:
- istnieją cztery punkty nieincydentne z żadnym okręgiem,
- dowolna trójka punktów leży na jednym i tylko jednym okręgu,
- każdy okrąg przechodzi przez co najmniej trzy punkty,
- dla dowolnego okręgu {\displaystyle c,} leżącego na nim punktu {\displaystyle \mathrm {p} } i nieleżącego na nim punktu {\displaystyle \mathrm {q} } istnieje jednoznacznie wyznaczony okrąg przechodzący przez te punkty, mający dokładnie jeden punkt przecięcia z {\displaystyle c.}

## Konstrukcje
Niech {\displaystyle \infty } będzie dowolnym punktem abstrakcyjnej płaszczyzny Möbiusa {\displaystyle M,} nazywanym dalej „punktem niewłaściwym”. Niech {\displaystyle A:={\big (}P\setminus \{\infty \},C_{\infty }{\big )},} gdzie {\displaystyle C_{\infty }} jest zbiorem wszystkich okręgów przechodzących przez {\displaystyle \infty .} Wówczas {\displaystyle A} jest płaszczyzną afiniczną, w której prosta jest zbiorem punktów właściwych (tzn. nie niewłaściwych) na okręgu przechodzącym przez {\displaystyle \infty .}
W przypadku rzeczywistej lub zespolonej płaszczyzny afinicznej {\displaystyle A} okrąg {\displaystyle c(\mathrm {o} ,r),} gdzie {\displaystyle \mathrm {o} =(a,b),} jest zbiorem rozwiązań {\displaystyle (x,y)} równania kwadratowego {\displaystyle (x-a)^{2}+(y-b)^{2}=r^{2}.} Okrąg można określić za pomocą trzech punktów, zaś prosta wyznaczona jest przez dwa. Dodawszy punkt {\displaystyle \infty } do płaszczyzny afinicznej {\displaystyle A,} który leży na każdej prostej, rozszerzone o niego proste można nazywać „okręgami” (obok okręgów afinicznych). Dlatego geometrię takiej płaszczyzny nazywa się płaszczyzną Möbiusa.
Odwrotnie, usuwając z rzeczywistej bądź zespolonej płaszczyzny Möbiusa {\displaystyle M} dowolny punkt {\displaystyle \mathrm {p} } otrzymuje się (rzeczywistą bądź zespoloną) płaszczyznę afiniczną z jego strukturą okręgów. Proste afiniczne to okręgi {\displaystyle M} przechodzące przez {\displaystyle \mathrm {p} } (z usuniętym tym punktem), a okręgi afiniczne to pozostałe okręgi {\displaystyle M.} Wszystkie takie płaszczyzny są izomorficzne jako struktury incydencji.
Rzeczywista płaszczyzna Möbiusa to jeszcze jeden sposób patrzenia na sferę Riemanna. Niech sfera Riemanna (pomijając jej strukturę zespoloną) leży na podprzestrzeni {\displaystyle \mathbb {R} ^{2},} tak by była styczna w początku płaszczyzny pewnym jej punktem, „biegunem południowym”. Okręgi przechodzące przez „biegun północny” (antypodyczny względem bieguna południowego) odpowiadają w rzucie stereograficznym prostym, zaś pozostałe okręgi – okręgom na płaszczyźnie. Po rozszerzeniu {\displaystyle \mathbb {R} ^{2}} o punkt niewłaściwy, biegun północny będzie odpowiadać punktowi niewłaściwemu czyniąc ze sfery model rzeczywistej płaszczyzny Möbiusa.
Nie każda płaszczyzna Möbiusa musi być rzeczywista lub zespolona – okręgi można zdefiniować w płaszczyźnie afinicznej nad dowolnym ciałem, przy czym konstrukcja płaszczyzny Möbiusa ma analogiczną postać.

## Automorfizmy
Niżej okręgi przestrzeni inwersyjnej nazywane będą „okręgami uogólnionymi”, z kolei okręgi afiniczne nazywane będą po prostu „okręgami”. Inwersje nie są jedynymi przekształceniami płaszczyzny inwersyjnej, które zachowują uogólnione okręgi.
Jeśli {\displaystyle \infty } jest punktem stałym danego przekształcenia {\displaystyle T,} to punkt {\displaystyle \infty } należy do dowolnej prostej {\displaystyle l.} Ponieważ {\displaystyle \infty =T(\infty )} należy do {\displaystyle T(l),} to przekształcenie {\displaystyle T} przekształca proste w proste (jest kolineacją), zatem musi być przekształceniem afinicznym. Z tego powodu {\displaystyle T} można przedstawić jako złożenie podobieństwa i powinowactwa osiowego. Ponieważ nieizometryczne powinowactwo osiowe nie zachowuje okręgów (przekształca je na elipsy), to przekształcenie {\displaystyle T} zachowujące okręgi uogólnione (proste i okręgi afiniczne) musi być podobieństwem.
Jeżeli {\displaystyle \infty } nie jest punktem stałym w przekształceniu {\displaystyle T,} to istnieje punkt {\displaystyle \mathrm {o} ,} dla którego {\displaystyle T(\mathrm {o} )=\infty .} Niech {\displaystyle i_{1}} oznacza inwersję względem okręgu jednostkowego o środku {\displaystyle \mathrm {o} ,} wtedy {\displaystyle Ti_{1}(\infty )=T(\mathrm {o} )=\infty ,} co na mocy powyższego rozumowania oznacza, że {\displaystyle Ti_{1}} jest podobieństwem. Podobieństwo to można przedstawić jako złożenie izometrii oraz jednokładności o środku {\displaystyle \mathrm {o} } i skali {\displaystyle k^{2},} którą można z kolei zapisać jako złożenie dwóch inwersji względem okręgów o wspólnym środku {\displaystyle \mathrm {o} } o promieniach {\displaystyle 1} oraz {\displaystyle k.} Niech {\displaystyle i_{k}} oznacza inwersję względem okręgu o promieniu {\displaystyle k,} zaś {\displaystyle I} będzie pewną izometrią. Wówczas {\displaystyle Ti_{1}=Ii_{k}i_{1},} czyli {\displaystyle T=Ii_{k}.}
Oznacza to, że przekształcenia zachowujące okręgi uogólnione są podobieństwami lub złożeniami izometrii z inwersją. Jeśli takie przekształcenie jest nieizometrycznym podobieństwem (tzn. mającym jeden punkt stały), to można je opisać jako złożenie jednokładności i symetrii osiowej bądź obrotu; jednokładność można rozłożyć na złożenie dwóch inwersji, zaś obrót można zapisać jako złożenie dwóch symetrii osiowych. Jeżeli wspomniane przekształcenie jest złożeniem izometrii i inwersji, to każdą izometrię można przedstawić jako złożenie co najwyżej trzech symetrii osiowych. Stąd każde przekształcenie zachowujące okręgi uogólnione jest złożeniem co najwyżej czterech symetrii uogólnionych (tzn. symetrii osiowych lub inwersji).